# Крекінг-установка в Корпус-Крісті (LyondellBasell)
Крекінг-установка в Корпус-Крісті (LyondellBasell) – підприємство нафтохімічної промисловості в районі південно-техаського порту Корпус-Крісті, яке станом на середину 2010-х років належало компанії LyondellBasell.
‎Установку парового крекінгу (піролізу) вуглеводневої сировини в Корпус-Крісті ввела в експлуатацію у 1980 році компанія DuPont. В 1987-му виробничий майданчик викупила компанія Occidental, яка наприкінці 20 століття взяла участь в формуванні Equistar Chemicals разом з Millennium Chemicals та Lyondell. Остання за кілька років викупила частки партнерів, в 2007 змінила назву на LyondellBasell, а в у 2009-2010 пройшла через процедуру банкрутства. Втім, на відміну від крекінг-установки в Шоколейт-Байу (на околиці Х’юстону), виробництво в Корпус-Крісті не лише не закрили,  але й модернізували після відновлення корпорацією повноцінної роботи. Зазначений проект завершили у 2014-му, при цьому потужність по етилену зросла з 770 до 1130 тисяч тон на рік.
Як сировину установка в 1990-х споживала переважно важкі (як для нафтохімії) фракції – на етан та пропан припадало 15% та 30% відповідно, тоді як 35% відносилось до газового бензину, а 20% на ще більш важкий газойль. Станом на 2015-й становище змінилось, проте непринципово: 60% сировинної суміші становить газовий бензин, а етан та пропан займають 10% і 30% відповідно. Як наслідок, окрім етилену випускають більш важкий олефін – пропілен, а також бензол (у 1980-х роках, коли потужність по етилену складала лише 635 тисяч тон, отримували 250 та 200 тисяч тон цих продуктів відповідно). Нарешті, у складі комплексу є установка фракціонування бутадієну (важлива сировина для отримання синтетичного каучуку) потужністю 100 тисяч тон на рік.
Також можливо відзначити, що колишній перший власник установки компанія Occidental в 2017-му запустила у тому ж Корпус-Крісті нове піролізне виробництво, яке стало (поряд з установкою концерну Dow Chemicals у Фріпорті) першим в серії нових етанових крекінг-установок, споруджених внаслідок «сланцевої революції».  